# Deweyův desetinný systém

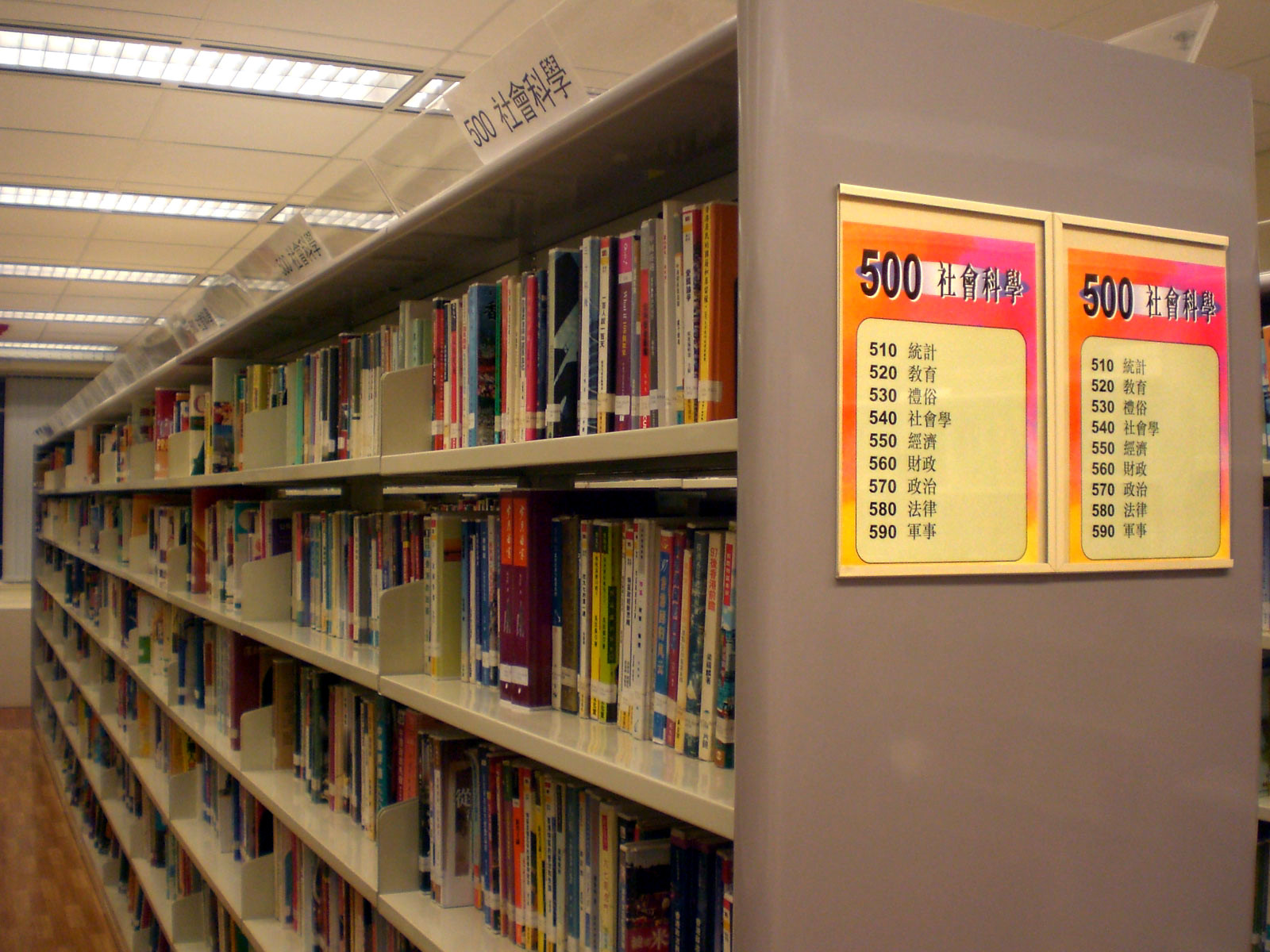
Příklad používání Deweyho desetinného třídění v knihovně k stavění knihovního fondu (Wan Chai Library)

Deweyův desetinný systém, také Deweyova desetinná soustava nebo Deweyova knihovnická soustava či Deweyho desetinné třídění je systém třídění knih a dalších archiválií podle tématu v knihovnách a archivech, vynalezený Melvilem Deweyem v roce 1876. Systém prodělal v průběhu své existence dvacet tři větších revizí (vždy po sedmi letech), naposledy v roce 2011.

## Systém
Tato soustava rozděluje všechny vědomosti lidstva do deseti hlavních tříd, sta oddílů a tisíce úseků. Například náboženská témata jsou třída 2, a proto kódy (v základě třímístné) náboženských témat začínají číslicí dva. Kódem 270 se označují dějiny křesťanské církve, a proto jsou všechna témata věnující se dějinám křesťanské církve pod kódy 271–279 (konkrétní téma určuje třetí číslice, například 275 jsou dějiny křesťanské církve v Asii). Deweyův systém je velmi užitečný pro kombinování, například pokud vyhledavatele zajímá evropská ekonomika, jednoduše zkombinuje kód pro ekonomiku (330) s kódem pro Evropu (94)  a jako celkový kód zadá 330.94.

## Použití
Tento systém se užívá v knihovnách po celém světě. Někteří autoři, například Isaac Asimov, úmyslně volili témata svých knih tak, aby byla dobře zapsatelná pomocí Deweyova systému. Některé odborné časopisy také přidávají kód v tomto systému do záhlaví všech článků. Vyskytly se také pokusy adaptovat Deweyův systém na mezinárodní jazyk. Na Deweyově systému je založeno také mnoho dalších soustav, například Sachs-Hornbostelova klasifikace hudebních nástrojů.

## Přehled
V Deweyově systému jsou třídy značeny následovně:
- 000 – všeobecné (do této třídy jsou zařazeny například encyklopedie, nově se sem řadí také knihy o počítačových vědách)
- 100 – filozofie
- 200 – náboženství
- 300 – sociologie
- 400 – filologie
- 500 – přírodní vědy
- 600 – užité vědy
- 700 – umění
- 800 – literatura a rétorika
- 900 – geografie a historie